# Aleardo Donati
Aleardo Donati (Bentivoglio, 8 marzo 1904 – Bologna, 29 dicembre 1990) è stato un lottatore italiano.
È sepolto nel cimitero di Granarolo (Bo).
Atleta della Sempreavanti, fu uno dei pionieri della lotta greco-romana in Italia. Rappresentò l'Italia a quattro edizioni consecutive dei Giochi olimpici estivi: Parigi 1924, Amsterdam 1928, Los Angeles 1932 e Berlino 1936.
Per 19 volte, dal 1923 al 1942, ad eccezione del 1932 e del 1936, si laureò Campione italiano nella categoria dei pesi massimi.
Nel luglio 1942 corsero voci di un suo passaggio tra i professionisti, ma preferì rimanere dilettante e il 4 ottobre dello stesso anno, a Napoli, vinse il 18º titolo.

## Nazionale
Vanta 31 presenze con la maglia della Nazionale. Partecipò a quattro edizioni dei Giochi olimpici:
- 1924 Parigi, dove arrivò 13º
- 1928 Amsterdam, dove arrivò 7º
- 1932 Los Angeles, dove fu eliminato nelle qualificazioni
- 1936 Berlino, dove ottenne il suo miglior risultato, arrivando 6º

## Riconoscimenti
Nel 2008 gli sono state dedicate:
- a Granarolo dell'Emilia, una piscina
- a Bologna, una rotonda fra Viale Europa e Via Michelino, nel quartiere S. Donato (Zona Fiera), dove ha abitato e dove vive tuttora sua figlia.